# Statue-menhir de La Bessière
La statue-menhir de La Bessière est une statue-menhir appartenant au groupe rouergat découverte à Murat-sur-Vèbre, dans le département du Tarn en France.

## Description
La statue a été découverte en 1897 par l'abbé Gautrand près de l'église de La Bessière dans un mur de basse-cour. Elle est constituée d'une dalle de métavolcanite de 1,55 m de haut sur 1 m de large et épaisse de 0,25 m. Seule la face antérieure a été gravée. Elle est désormais très usée et en partie desquamée sur le côté droit.
Il s'agit d'une statue masculine. Le visage est délimité par un bourrelet, il comporte les yeux, le nez et des tatouages. Le bras droit a pratiquement disparu. Les mains sont disproportionnées par rapport aux bras. Les courtes jambes sont jointives. Le personnage porte une ceinture avec une boucle rectangulaire, un baudrier avec « l'objet » tenu entre les mains. Un trait indéterminé au-dessus du bras gauche est interprété soit comme une hache soit comme la bretelle gauche du baudrier.
La statue est conservée depuis 2014 au musée Fenaille par dépôt du Musée Toulouse-Lautrec d'Albi.